# Lexi Belle
Lexi Belle (Independence (Louisiana), 5 augustus 1987), ook bekend onder het pseudoniem Nollie, is een Amerikaanse pornoactrice.

## Biografie
Ze werkte in een videozaak waar ze werd benaderd door iemand die haar had gezien op MySpace en die haar wilde werven voor de porno-industrie. Drie maanden later bezocht ze haar eerste pornoset. Haar eerste scène was de eerste keer dat ze fellatio deed. Ze houdt ervan vrouwen te domineren en ze houdt van wurgseks.

### Lichaamskenmerken
- Lengte: 160 cm
- Gewicht: 48 kg
- Kleur ogen: groenbruin
- Cupmaat: 32C-24-33
- Etniciteit: Kaukasisch
- Haarkleur: bruin
- Schoenmaat: 38
- Tatoeages: oranje bloem tussen haar schouderbladen
- Seksuele geaardheid: bi[4]

## Prijzen en nominaties
- 2008 AVN Award nominee - Best Group Sex Scene, Video –

& Sluttier # 3
- 2008 Adam Film World Guide Award winner - Teen Dream Of The Year
- 2009 AVN Award nominee - Best All-Girl Couples Sex Scene – Belladonna's Fucking Girls 6 (met Belladonna)
- 2009 AVN Award nominee – Best Threeway Sex Scene – Bad News Bitches 3
- 2009 AVN Award nominee – Best Solo Sex Scene – Teenage Heartbreakers 2
- 2009 AVN Award nominee – Best POV Sex Scene – Fucked on Sight 4
- 2009 AVN Award nominee – Best New Starlet
- 2009 AVN Award nominee – Best Couples Sex Scene – Teenage Heartbreakers 2
- 2009 AVN Award nominee – Best All-Girl Group Sex Scene – Bad News Bitches 3
- 2009 XRCO Award nominee – Cream Dream
- 2009 F.A.M.E. Awards finalist – Favorite New Starlet
- 2009 F.A.M.E. Awards finalist – Favorite Underrated Star
- 2010 AVN Award – Best All-Girl Couples Sex Scene – Field of Schemes 5
- 2010 AVN Award – Best New Web Starlet
- 2010 XRCO Award – Cream Dream
- 2011 AVN Award – Best Supporting Actress – Batman XXX: A Porn Parody

## Filmografie (selectie)
- Conflict of Interest (2021)
- The Guidance Counselor (2020) - Begeleidingsadviseuse
- Mommy Girls (2018) - Stiefdochter
- Halloween Horror at Midnight (2018)
- Tori Black & Her Girlfriends (2017)
- Garden of Envy (2015) - Daria
- The Naughty Secretary (2015) - Sheila
- True Detective: a XXX Parody (2015) - Carole
- Samurai Cop 2: Deadly Vengeance (2015) - Hera; reguliere film
- Girls Night (2015) - Sarah
- Lexi Belle Loves Girls (2014)
- Iron Man XXX: An Axel Braun Parody (2013) - Pepper Potts
- Not the Bradys XXX: Marcia Goes to College (2013) - Marcia
- Breaking Bad XXX (2012)
- Xena XXX: An Exquisite Films Parody (2012) - Gabrielle
- Batgirl XXX: An Extreme Comixxx Parody (2012) - Zombie
- Thor XXX: An Extreme Comixxx Parody (2012) - Colypsa
- Buffy the Vampire Slayer XXX: A Parody (2012) - Buffy
- She's the One (2012) - Rachel
- This Ain't the Smurfs XXX (2012) - Smurfin
- OMG It's the Flashdance: XXX Parody (2012) - Jeanie
- Halloween: XXX Porn Parody (2011) - Lynda
- Saturday Night Fever XXX: An Exquisite Films Parody (2011) - Pauline
- Official Halloween Parody (2011) - Lynda van der Klok
- The Incredible Hulk XXX: A Porn Parody (2011) - Gina
- Official Basic Instinct Parody (2011) - Roxy
- Superman XXX: A Porn Parody (2011) - Janet de stewardess
- Elvis XXX: A Porn Parody (2011) - Ann-Margret
- My Plaything 2.0: Lexi Belle (2010)
- Saw: A Hardcore Parody (2010) - Lexi
- Red Riding Hood XXX (2010) - Roodkapje
- This Ain't Baywatch XXX (2010)
- This Ain't Bad Girls Club XXX (2010) - Kate
- Not the Bradys XXX: Bradys Meet the Partridge Family (2010) - Marcia
- Batman XXX: A Porn Parody (2010) - Batgirl/Barbara Gordon
- Kittens and their MILF (2010)
- Who's the Boss? A XXX Parody (2010) - Marcy
- Ashton Loves Jenna (2010)
- Bree & Teagan (2010)
- Cuties (2010)
- Lesbian Fantasies 2 (2010)
- Wet, Wild & Young 2 (2010)
- Nylons 6 (2009)
- Bound and Helpless Business Hostages (2009) - Gegijzelde
- Addicted 6 (2009) (V)
- 1 on 1 3 (2009) (V)
- A Shot to the Mouth (2009) (V)
- Belladonna: Fetish Fanatic 7 (2009)
- Belladonna's Road Trip: Cabin Fever (2009)
- Belladonna's Toy Box (2009)
- Bree's College Daze 2 (2009)
- Not the Bradys XXX: Pussy Power! (2009) - Marcia
- Field of Schemes 5 (2009)
- Foot Soldiers 2 (2009)
- Girl Crazy (2009)
- Headmaster 3 (2009)
- I Wanna Bang Your Sister (2009)
- Jail Bait 6 (2009)
- Masturbation Nation 3 (2009)
- Popporn: The Guide to Making Fuck (2009)
- Secret Diary of a Cam Girl (2009)
- Secret Diary of a Secretary (2009)
- Slutty & Sluttier 10 (2009)
- Sorry Daddy, Whitezilla Broke My Little Pussy!!! (2009)
- The King of Coochie 4 (2009)
- Too Small to Take It All (2009)
- We Swallow 22 (2009)
- Private Fetish Nylon Nymphomania (2008)
- Costume Fantasy Meets Bondage Reality (2008) - Huishoudster
- Chloroformed and Hogtied! (2008)
- Don't Mess with Dangerous Diva (2008)
- Ticklish Girls Can't Stop Squirming (2008)
- Wrapture! (2008)
- 2 Chicks Same Time 3 (2008)
- Ashlynn Goes to College 4 (2008)
- Bad News Bitches 3 (2008)
- Belladonna: Manhandled 3 (2008)
- Blondes in Black Leather (2008)
- Circa '82 (2008)
- Cock Pigs (2008)
- Come as You Please 2 (2008)
- Crack Her Jack 10 (2008)
- Dating 101 (2008) - Hillary
- Evil Pink 4 (2008)
- Expert Guide to Rough Sex (2008)
- Finger Licking Good 6 (2008)
- Foot Soldiers: The Stomping Grounds (2008)
- Fucked on Sight 4 (2008)
- Fucking Girls 6 (2008)
- Girl Train (2008)
- Hand to Mouth 6 (2008)
- Hello Nurse (2008)
- House of Ass 10 (2008)
- Lips 2 Lips (2008)
- My Fantasy Girls P.O.V. (2008)
- Naughty Book Worms 14 (2008)
- Need for Seed 2 (2008)
- No Swallowing Allowed 13 (2008)
- Pin-Up (2008)
- Porn Star Pool Party (2008)
- Pound Pussy (2008)
- POV Cock Suckers 8 (2008)
- Pussy Cats 3 (2008)

- Smokin' Hot Blondes (2008)
- Spring Fling (2008)
- Strap Attack 9 (2008)
- Tease Before the Please 3 (2008)
- Teenage Heartbreakers 2 (2008)
- Teenage Hooker Confessions (2008)
- Teenage Wasteland (2008)
- Teens Like It Big (2008)
- The Sex Offenders (2008)
- Tied Up (2008)
- Twisted Vision 7 (2008)
- Virgin Diaries (2008)
- Whale Tail 4 (2008)
- Who's Your Daddy? 12 (2008)
- Wiggling Victims of Tickle Treachery (2007)
- Bare-Skinned Girls Struggle in Bondage! (2007)
- 3 Blowin' Me (2007)
- Ashlynn & Friends 2 (2007)
- Ashlynn Goes to College (2007)
- Big Black Poles & White Holes (2007)
- Boot Camp: Sex Survival Weekend (2007) - Purde
- Cock Craving Cuties 3 (2007)
- Daddy's Worst Nightmare 10 (2007)
- Dangerous Dolls (2007)
- Don't Let Daddy Know 2 (2007)
- Double Play 5 (2007)
- Dream Machine (2007)
- Flavors of the World (2007)
- Fresh Outta High School 5 (2007)
- Fuck Dolls 9 (2007)
- Just Legal Babes 2 (2007)
- Keep 'Em Cummin' (2007)
- Mouth 2 Mouth 11 (2007)
- Naughty Book Worms 10 (2007)
- New Releases 6 (2007)
- Oral Obsession (2007)
- Paste My Face 9 (2007)
- RefleXXXions (2007)
- Sex Toy Teens (2007)
- Slam It! In a Slut (2007)
- Slumber Party (2007)
- Slutty & Sluttier 3 (2007)
- Spunk'd: The Movie (2007)
- Stuffin' Young Muffins 8 (2007)
- Teenage Whores (2007)
- The 4 Finger Club 24 (2007)
- The Boss' Daughter (2007)
- The Doll Underground (2007)
- The Frat House (2007)
- The Hitchhiker (2007) - Jane
- Throated 13 (2007)
- Blow Me Sandwich 9 (2006)
- I Was Tight Yesterday 5 (2006)
- 1 Lucky Fuck 3 (2006)
- Barely 18 28 (2006)
- Fetish Ball (2006)
- Jack's POV 4 (2006)
- Just Over 18 14 (2006)
- My Dirty Angels 3 (2006)
- Paste My Face 3 (2006)
- POV Casting Couch 11 (2006)
- Swallow My Pride 9 (2006)
- Teen Machine 1 (2006)
- Teen Power! 18 (2006)
- The Gauntlet (2006)
- White Chicks Gettin' Black Balled 15 (2006)
- Exploited Teens (2006)
- Teens with Tits 6 (2005) - Nollie